# José María Bernal
José María Bernal Bernal (La Ceja, 29 de julio de 1895-Medellín, 28 de septiembre de 1965) fue un político y empresario colombiano.

## Biografía
Se graduó como bachiller del Colegio San Ignacio de Loyola en Medellín; en 1919 recibió el título de ingeniero civil, con el trabajo titulado «Salario y Precio de Costo».
Fue fue uno de los personajes más importantes en la industrialización antioqueña a mediados del siglo XX,fundador de Cervecería Libertad entre 1923 y 1930 y de la Cervecería Unión entre 1930 y 1946.gerente de Gaseosas Posada Tobón en Manizales y Barranquilla y de la Siderúrgica de Medellín «Simesa».
Fue gobernador de Antioquia entre el 13 de agosto de 1946 al 12 de noviembre de 1947, concejal y alcalde de Medellín entre 1950 y 1951, miembro de la Asamblea Departamental de Antioquia, fue también ministro de hacienda entre 1947 y 1949, ministro de guerra en 1953, representante a la Cámara, senador de la República y precandidato a la presidencia.
Fue fundador de la Asociación Nacional de Industriales «ANDI», Cementos Argos, el Banco Industrial Colombiano «BIC», Suramericana de Seguros, Acerías Paz del Río y Ecopetrol.Fue miembro de las juntas directivas del Banco Industrial Colombiano «BIC», de Suramericana de Seguros y del Hotel Nutibara.
Viajó en diferentes etapas de su vida por todo América, también por Europa, Asia y África. Hablaba inglés y francés casi a la perfección. Era Bernal un político de dimensión nacional y un empresario reconocido líder de la industrialización en Medellín, defensor de las tradiciones.

## Obras
Fue autor del libro «Economía cristiana», publicado en 1965.